# 생명체 거주 가능 영역

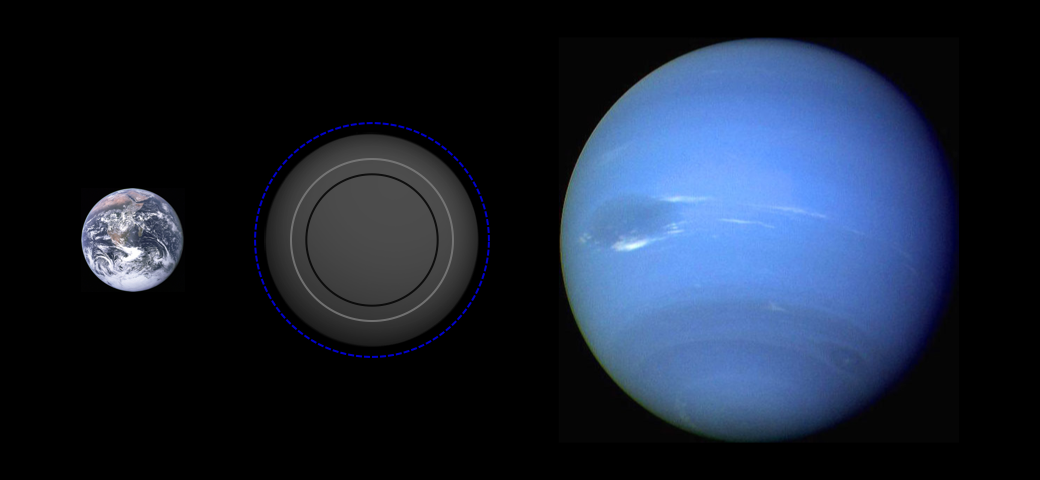
글리제 581c와 지구, 해왕성과의 크기 비교. 글리제 581c는 생명체 거주 가능 영역 내에 존재하는 암석 행성으로 추측된다.

천문학에서 생명체 거주 가능 영역(生命體 居住 可能 領域, Habitable Zone, HZ) 또는 골디락스 존(Goldilocks zone)은 지구상의 생명체들이 살아가기에 적합한 환경을 전제로 이와같은 환경을 지니는 우주 공간의 범위를 뜻한다. 거주가능영역은 크게 두 가지 개념으로 나눌 수 있다. 첫째는 행성계 차원이며 두 번째는 은하 차원이다. 앞의 두 영역 내에 존재하는 행성이나 위성은 생명체 거주 가능 구역이 될 수 있는 일순위 후보이며 우리 지구와 비슷한 생명체를 품을 수 있는 가능성이 있다.
천문학자들은 항성계 내에 있는 항성 주위 생명체 거주 가능 영역(circumstellar habitable zone, CHZ)이나 큰 규모의 은하 내에 있는 은하 생명체 거주 가능 영역(galactic habitable zone ,GHZ)에서 생명이 태어날 확률이 크다고 생각한다. (후자에 대한 연구는 아직 초보 단계에 머물고 있다) 생명체HZ)은 '그린벨트', '골디락스 지대'(Goldilocks zone), '생명체 영역', '생태권' 등으로도 불린다. 우리 태양계의 경우 HZ는 0.95 ~ 1.15AU(천문단위)이다. 골디락스 지대란 너무 차갑지도 않고 뜨겁지도 않은, 적당한 온도의 지대라는 의미이다. '골디락스'라는 말의 어원은 영국의 민담 중 하나인 골디락스와 곰 세 마리에서 왔다. 이 민담에서는 골디락스라는 인물이 등장하는데, 골디락스는 곰이 끓인 수프 중 뜨겁고 차가운 것은 먹지 않고 미지근한 것만 먹으며, 침대 역시 너무 푹신한 침대나 너무 딱딱한 침대에서 잘 수 없어 적당히 푹신한 침대에서 잠을 자는 등, 언제나 적당한 것만을 바라는 인물이다.
글리제 581 주위를 돌고 있는 글리제 581c(지구에서 20광년 떨어져 있음)는 이론 상으로 HZ 이내에 자리잡고 있는 외계 행성이다. 그러나 골디락스 존에 있다고만 해서 생명이 살 수 있는 것은 아니고 정밀한 관측을 하여 정밀한 자료를 얻어 정밀한 검사를 거쳐야 생명체가 살 수 있다고 인정받을 수 있다. 글리제 581 주위에는 글리제 581c,글리제 581g등이 추가로 발견됨으로써 골디락스 행성들에 대한  연구가 기대되고있다.

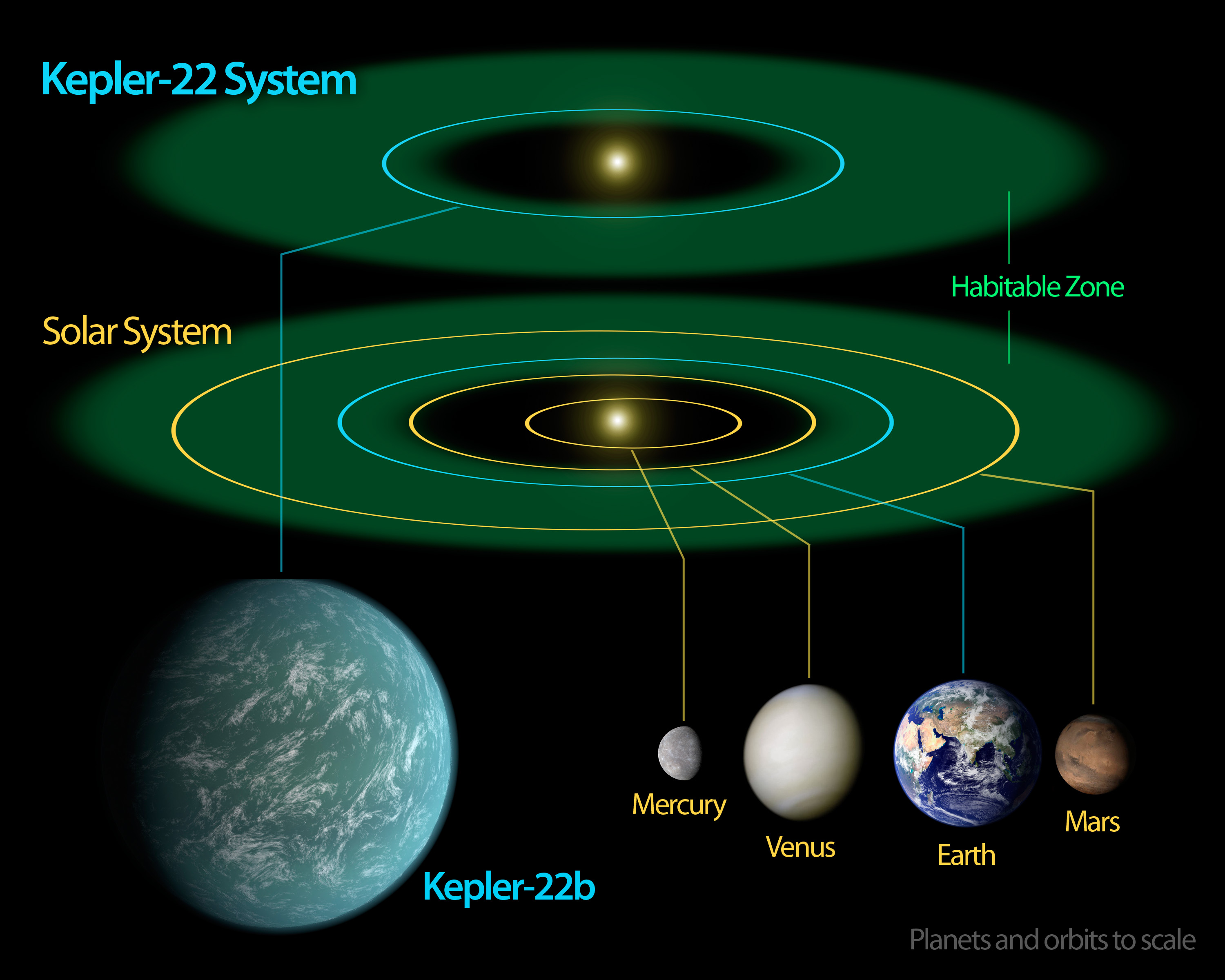
골디락스 지역 주변에서 도는 케플러 22b 행성과 태양계의 행성을 비교한 그림. <사진=나사>

2011년 12월 5일(현지시간)에 NASA 에임스 연구소의 수석과학자인 윌리엄 J. 보러키는 케플러 우주망원경을 통해 태양같은 항성을 도는 케플러-22b 행성을 발견했다고 발표했다. 케플러-22b 행성은 지구처럼 표면에 물이 존재하고 생명체가 살기 좋은 화씨 72도(섭씨 22도) 정도의 기온을 가지고 있는 것으로 분석됐으며, 지구에서 약 600 광년 떨어진 시그너스 성단에 위치한다.

## 항성 주위 생명체 거주 가능 영역

### 거리
한 항성 주위에 형성되어 있는 행성계에서 어떤 행성에 생명체가 발생할 조건이 되기 위해서는 모항성에서 적당한 거리만큼 떨어져 있어야 한다. 이 항성 주위 생명체 거주 가능 영역(CHZ 또는 생태권)은 관념 상의 구체로, 행성 표면의 온도가 액체 물이 존재할 정도로 알맞은 상태가 되는 거리를 뜻한다. 액체 물은 생명체의 탄생에 있어 중요한데, 그 이유는 화학 반응에 필요한 용매로써 액체 물이 매우 적합하기 때문이다. 1959년 물리학자 필립 모리슨과 쥬세페 코코니는 SETI 연구 논문을 통해 이 개념을 정립했다. 1961년 프랭크 드레이크는 드레이크 방정식을 소개했다.

### 항성의 크기와 밝기
CHZ가 성립될 수 있는 영역은 항성의 크기와 밝기에 좌우된다. 특정 항성의 CHZ '중간' 지대 거리는 다음 방정식처럼 나타낼 수 있다.
{\displaystyle d_{AU}={\sqrt {L_{star}/L_{sun}}}}
여기서,
{\displaystyle d_{AU}\,}는 천문단위로 표시한 모항성으로부터의 HZ 중간값이며,
{\displaystyle L_{star}\,}는 대상 항성의 광도이고,
{\displaystyle L_{sun}\,}는 태양의 광도이다.
예를 들면, 태양 밝기의 4분의 1 정도인 K형 항성의 경우 이 별의 생물권 거리(생물권 영역 중 가장 지구와 흡사한 환경이 형성될 수 있는 중간 지대 거리임)는 약 0.5 천문단위이다. 태양 밝기의 2배 정도로 밝은 별의 경우 이 별의 생물권 거리는 위 공식에 의하면 약 1.4 천문단위가 된다. 생물권의 '한가운데'는 어떤 행성에 지구와 거의 비슷한 생명체들이 살아갈 환경이 갖춰질 수 있는 거리를 의미한다. 단, 이 행성의 대기 조성이나 밀도는 지구와 흡사하다는 조건이 전제된다.
항성이 진화 과정을 겪으면서, 밝기가 증가하면 광도 역시 증가한다. 광도가 증가하면 그 행성계의 HZ는 항성으로부터 멀리 떨어진 곳으로 물러나게 된다. 어떤 행성에서 생명체들이 살 시간을 최대한 벌기 위해서는, 행성은 변화하는 HZ 내에 오래 머무를 수 있는 위치에 자리 잡고 있어야 한다.

### 대기 조성
행성의 대기 조성도 생명체의 존재에 중요한 변수가 된다. 금성의 경우와 같이 대기의 농도 또한 그 행성의 환경을 결정하는 변수가 된다. 또한 행성 자체의 화산 활동 빈도, 자체 질량 및 위성과의 기조력 등도 자체 복사열의 강도에 영향을 미치며, 이는 생명체의 존립 여부와 직결된다.
최근 미국 스미스소니언 천체 물리학 센터와 하버드 연구진이 외계 항성 MWC 480 주위에서 유기 분자 화학물을 발견했다.

### 위치
한 행성계 내의 조건 뿐 만 아니라, 크게 확장하여 은하 내에 항성이 위치하고 있는 자리가 생명체의 발생 여부를 결정하는 변수로 작용하기도 한다. 이 조건을 만족하는 영역을 은하 생명체 거주 가능 영역(Galactic Habitable Zone, GHZ)라고 부른다. 그러나 최근 이 이론의 모순점을 지적하는 주장이 늘어나고 있다.
생명체가 탄생하기 위해서는 지구형 행성이 등장 해야만 하며, 지구형 행성이 생겨나려면 행성계의 중원소 함량이 높아야 한다. 중원소 함량이 높기 위해서는 은하 중심부처럼 무거운 성간 물질들이 많은 지대에 행성계가 위치하고 있어야 한다. 중원소는 복잡한 형태의 분자가 생성되기 위해 필요한 존재이다. 예를 들면 철의 경우 갑상선 내에 있는 헤모글로빈과 아이오딘을 구성하는 요소이다.
반대로 행성계는 은하 중심부와 너무 가까워서도 안 된다. 혜성이나 소행성의 폭격을 자주 받아서는 안 되며, 항성간의 거리가 가까워서 다른 항성이 빈번하게 가까이 접근해서도 안 된다. 또한 초신성 폭발로 인한 강렬한 에너지 복사에 노출되어서도 안 되며, 은하 중심의 블랙홀에서도 떨어져 있어야 한다. 초신성 폭발이 생명체에 미치는 영향은 확실하게 알려져 있지 않다. 그러나 아마 초신성의 감마선 폭발은 복잡한 형태의 분자가 생겨나는 것을 방해할 것이다. 또한 많은 숫자의 대형 타원 은하나 나선 은하의 중심부는 성간 물질이 고갈되어 더 이상 새로운 별이 태어나지 않는다. 이런 곳에서는 별들이 탄생하지 않으며 따라서 행성계도 생겨날 수가 없다. 연구 결과에 따르면 중원소 함유량이 높은 항성일수록 항성에서 가까운 궤도상에 무거운 질량을 지닌 행성이 돌고 있을 확률이 높았다. 이런 행성은 지구 정도 질량을 지니는 행성이 생겨나는 것을 방해하거나 행성계 밖으로 날려 버리므로, 생명체가 발생할 가능성을 막는다. 이런 이유들 때문에 은하 내에 어떤 곳이 생명체가 살기에 적합한 장소인지를 결정하는 데에는 많은 불확정 요소가 존재한다.
우리 은하의 경우 GHZ는 중심부에서 약 2만 5천 광년 정도 근처의 범위로, 여기에 있는 별들의 나이는 40억 살에서 80억 살 정도이다. 다른 은하들의 경우 GHZ의 범위는 각기 다르며, 우리 은하보다 범위가 크거나 작을 수도 있고 아예 없을 수도 있다.

## 비판
이안 스튜어트와 잭 코헨은 그들이 쓴 책 '외계 생명체의 진화'(Evolving the Alien)에서 생명체 거주 가능 영역 개념을 비판했다. 이유는 두 가지이다. 첫째로 외계 생명체들을 지나치게 지구 본위로 가정했다는 것이다. 두 번째로 생물권 밖에서도 생명체는 살 수 있다는 것이다. 예를 들면 목성의 위성 유로파의 경우 얼음 표면 밑에 지구와 비슷한 액체 물의 바다가 있을 것으로 예상하고 있는데, 이 바다는 지구 생명체와 비슷한 것들이 살 환경을 제공할 수 있다는 것이다. 지구상에 극한 환경 미생물들이 존재한다는 사실은 유로파가 비록 HZ 바깥에 존재하기는 하나, 생명체가 살 수 있다는 주장에 힘을 실어준다. 행성 생물 학자 칼 세이건은 목성과 같은 가스 행성 자체에서도 생명체가 살 수 있을 것으로 믿었다. 이런 환경에서 생명체가 발견된다면, 이는 기존의 외계 생명체 이론이 지나치게 보수적임을 입증하는 증거가 될 것이다.

## 같이 보기
- 글리제 581 g
- 행성 거주 가능성
- 희귀한 지구 가설
- 글리제 581c
- 오릴리아와 블루 문
- 슈퍼지구
- 케플러-438b

## 참고 문헌
- Charles H. Lineweaver, Yeshe Fenner, Brad K. Gibson (2004년 1월). '은하 생명체 거주가능구역과 우리 은하 내 복잡한 생명체의 연령 분포. Science 303 (5654): 59–62.